# Georges Duhamel
Georges Duhamel (ur. 30 czerwca 1884 w Paryżu, zm. 13 kwietnia 1966 w Valmondois) – francuski pisarz. Duhamel miał wykształcenie lekarskie i podczas I wojny światowej został wcielony do armii francuskiej. W 1920 r. wydał Confession de minuit, pierwszą z serii książkę z antybohaterką Salavin. W 1935 r. został wybrany na członka Académie française.

## Życiorys
Georges Duhamel był trzecim dzieckiem rodziny, która z trudem była w stanie przeżyć z dochodów niestabilnego ojca. Wielokrotne przeprowadzki w dzieciństwie nie przeszkodziły Georges'owi zdobyć dyplom bakałarza w 1902 r., po którym zdecydował się kształcić dalej na lekarza (choć równolegle pielęgnował swoje zainteresowania literackie).
W latach 1906–1909 wraz z Charles'em Vildrakiem (swoim późniejszym szwagrem) prowadzili grupe l'Abbaye de Créteil, skupiającą poetów, pisarzy, muzyków i malarzy. Od 1912 r. był redaktorem przeglądu literackiego Mercure de France. W 1935 r. przejął jego kierownictwo. W 1938 r., z powodu swojego antywojennego nastawienia, został zastąpiony przez Jacques'a Bernarda, lecz wrócił na stanowisko w 1945 r. (był w posiadaniu większości akcji firmy).
Podczas I wojny światowej zaciągnął się do wojska i przez 4 lata pracował jako chirurg – często w niebezpiecznych sytuacjach. To bolesne doświadczenie dało dość materiału na dwa dzieła prozatorskie, które przyniosły mu natychmiastowy sukces: Vie des martyrs (Droga męczenników) i Civilisation (Nagroda Goncourtów w 1918). Po zakończeniu służby wojskowej  poświęcił się literaturze i obronie ludzkiej cywilizacji. W 1919 r. znalazł dwa zakątki w Val-d'Oise, gdzie odtąd spędzał letnie wakacje (Vallée-du-Sausseron oraz Valmondois).
W 1926 r. ogłosił w prasie apel o uwolnienie więźniów politycznych w Polsce. Apel, nieuzgodniony ze stroną polską, spowodował bojkot ze strony polskiego środowiska literackiego podczas wizyty w Polsce w tym samym roku. Zajmowała się nim wtedy późniejsza pisarka i feministka Irena Krzywicka, z którą się zaprzyjaźnił.
W 1935 r. został wybrany na 30. przewodniczącego Académie française. W latach 1930–1940 jeździł na wiele konferencji we Francji i za granicą, przemawiając na temat języka i kultury francuskiej, a także promując ideę cywilizacji opartej na ludzkim sercu, a nie na postępie technicznym. W latach 1933–1945 opublikował Kronikę rodu Pasquier.
W czasie II wojny światowej twórczość Duhamela była zakazana przez III Rzeszę. Wykazał się odwagą w swoim sprzeciwie wobec okupacji, za co później chwalił go Charles de Gaulle.
Po wojnie Duhamel został prezesem Alliance française i wrócił do swoich przemówień na temat kultury francuskiej. Od 1960 r. pogarszało się jego zdrowie, co zmusiło go do zaniechania części swojej działalności. Zmarł 6 lat później w swoim ulubionym miejscu wypoczynku, Valmondois.

## Odznaczenia
- Krzyż Wielki Orderu Legii Honorowej[2]
- Komandor Orderu Sztuki i Literatury[2]
- Krzyż Wojenny 1939-1945[2]
- Komandor Orderu Zdrowia Publicznego[2]